# Гимн Грузии
«Тависуплеба» (груз. თავისუფლება, «Свобода») — государственный гимн Грузии, один из главных государственных символов Грузии, наряду с флагом и гербом, с апреля 2004 г.
Музыка взята из двух опер Захария Палиашвили (1871—1933) — «Даиси» («Сумерки») и «Абесалом и Этери», автор текста — современный грузинский поэт Давид Маградзе, использовавший цитаты из стихотворений грузинских поэтов-классиков — Акакия Церетели, Григола Орбелиани и Галактиона Табидзе.

## Текст

### Грузинский текст
| Грузиница | Кириллица | Транскрипция МФА |
| --- | --- | --- |
| ჩემი ხატია სამშობლო, სახატე მთელი ქვეყანა, განათებული მთა-ბარი, წილნაყარია ღმერთთანა. თავისუფლება დღეს ჩვენი მომავალს უმღერს დიდებას, ცისკრის ვარსკვლავი ამოდის ამოდის და ორ ზღვას შუა ბრწყინდება, და დიდება თავისუფლებას, თავისუფლებას დიდება! | Чеми хатиа самшобло, Сахате мтели қвеҟана, Ганаҭебули мҭа-бари Ҵилнаҟариа ГIмерҭҭана. Ҭависуплеба дӷес чвени Момавалс умӷерс дидебас, Цискрис варсквлави амодис Амодис да ор зӷвас шуа брҵҟиндеба, Да дидеба ҭависуплебас, Ҭависуплебас дидеба! | [t͡ʃɛ.mi χɑ.tʼi.ɑ sɑm.ʃɔ.bɫɔ ǀ] [sɑ.χɑ.tʼɛ mtʰɛ.li kʰʋɛ.q(χ)ʼɑ.nɑ ‖] [ɡɑ.nɑ.tʰɛ.bu.li mtʰɑ bɑ.ri ǀ] [t͡sʼiɫ.nɑ.q(χ)’ɑ.ri.ɑ ʁmɛrtʰ.tʰɑ.nɑ ‖] [tʰɑ.ʋi.su.pʰlɛ.bɑ dʁɛs (t͡)ʃʋɛ.ni ǀ] [mɔ.mɑ.ʋɑɫs um.ʁɛrz‿di.dɛ.bɑs ‖] [t͡sʰis.k’ris ʋɑrskʼ.ʋɫɑ.ʋi ɑ.mɔ.dis ǀ] [ɑ.mɔ.diz‿dɑ ɔr zʁʋɑs ʃu.ɑ brt͡sʼq(χ)ʼin.dɛ.bɑ ‖] [dɑ di.dɛ.bɑ tʰɑ.ʋi.su.pʰlɛ.bɑs ǀ] [tʰɑ.ʋi.su.pʰlɛ.bɑz‿di.dɛ.bɑ ‖] |

### Русский перевод
Моя икона — родина,

Иконостас — весь мир,

Освещённые горы, долины,

Брошенные жребием у  Бога.

Свобода сегодня наша

Будущему поёт славу,

Утренняя звезда поднимается

И меж двух морей воссияет,

Слава свободе,

Свободе слава!

### Абхазский текст
Ашәa aзaҳҳәоит ҳныхa, ҳaҧсaдгьыл

Иҳaзгәaкьоу, иҧшьоу ҳтәылa.

Мрaлa ирлaшоуп ҳa ҳaдгьыл,

Уи aзоуп изaхьӡу aмрaтәылa.

Иaхьa иҳaмоу aхaқәиҭрa

Ашәa aзaҳҳәоит гәырӷьa бжьылa

Аеҵәa ҩ-мшынк рыбжьaрa

Икaҧхоит Анцәa имч aлa.

Иныҳәaзaaит aхaқәиҭрa,

Ахaқәиҭрa aмч-aлшa!

### Осетинский текст
Мӕ дзуарыныв — фыдыбӕстӕ,

Дзыуӕртынывтӕ ӕнӕхъхъӕн дуне, 

Арфӕгонд хӕхтӕ, фӕзтӕ.

Нысан ӕппӕрст Хуыцауы разы.

Сӕрибардзинад абон мах у,

Фидӕнмӕ зары Табу,

Сӕумӕйы ӕстъалы, ӕсхизы

Амӕ дыууа денджызы ӕхсӕн ӕссырдтивы,

Табу сӕрибардзинадӕн

Сӕрибардзинадӕн табу!